# Shandi Finnessey
Shandi Ren Finnessey (Florissant, Misuri, 9 de junio de 1978) es una reina de belleza, modelo y conductora de televisión estadounidense. Se hizo conocida por haber obtenido el título de Miss USA, como Miss Misuri USA. Anteriormente, había obtenido el título de Miss Misuri 2002 y compitió en Miss America donde ganó un premio preliminar. Quedó como primera finalista en el concurso Miss Universo 2004.
Ella es una de las tres mujeres que han sido tanto Miss Misuri USA como Miss Misuri y la única misuriana en haber sido Miss USA. Su finalización como primera finalista en Miss Universo fue el mejor lugar en la década de los años 2000 y fue el mejor lugar de Estados Unidos entre la victorias de Brook Lee en Miss Universo 1997 y Olivia Culpo en Miss Universo 2012.
En 2002, escribió un libro infantil galardonado, The Furrtails, sobre individualidad y discapacidades. A mediados de la década de 2000, fue copresentadora de Chuck Woolery en el programa de juegos Lingo en la Game Show Network. También ha presentado PlayMania, así como quiznation, y ha trabajado como reportera lateral para la serie de torneos de blackjack de CBS Ultimate Blackjack Tour.

## Primeros años y educación
Shandi Ren Finnessey nació de Patrick y Linda Finnessey, y creció en Florissant, Misuri (Estados Unidos). Asistió a la escuela secundaria pública McCluer North High School durante dos años, donde, según una entrevista con la revista ABILITY, fue objeto de burlas por su apariencia. Recordó que tenía «un corte de pelo mullet, gafas teñidas, acné y aparatos dentales». Las burlas hicieron que le resultara difícil concentrarse en sus estudios, así que para su año júnior se trasladó a la academia privada solo para chicas Incarnate Word Academy, donde se graduó en 1996. Completó una licenciatura en Ciencias en psicología de la Universidad de Lindenwood en diciembre de 1999. Después de graduarse, trabajó brevemente como maestra suplente a tiempo completo en Jackson, Misuri, antes de comenzar la escuela de posgrado. Comenzó a trabajar en su Maestría en Orientación, también en Lindenwood, pero pospuso sus estudios después de ser coronada Miss USA en 2004.

## Concursos de belleza

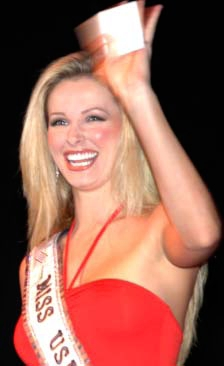
Shandi Finnessey, Miss USA 2004, saluda a la multitud durante un espectáculo de la USO en el Día de la Independencia en el Campamento Casey.

### Participación
Finnessey compitió por primera vez en el concurso Miss Misuri USA 2000 en agosto de 1999, donde, como Miss Condado de San Luis en su último año de universidad, terminó como primera finalista detrás de Denette Roderick. Volvió a competir al año siguiente y se colocó como segunda finalista detrás de la primera finalista Melana Scantlin y la ganadora Larissa Meek en el evento Miss Misuri USA 2001.
En 2000, participó en el concurso Miss Oktoberfest y se colocó como tercera finalista. El 18 de noviembre de 2000, ganó el título de Miss Jackson en el sistema Miss Misuri y terminó como segunda finalista detrás de Jennifer Hover en el concurso Miss Misuri del 3 al 9 de junio de 2001, llevado a cabo en Mexico, Misuri. Ganó el título local de Miss Metro St. Louis en el sistema Miss Misuri y continuó para ganar el título de Miss Misuri 2002, sucediendo a Hover. Ganó el concurso a pesar de haberse golpeado la mano en una puerta de coche ese fin de semana. Durante el concurso, interpretó un arreglo de «El vuelo del moscardón» en el piano para su presentación en la ronda de talento. Durante su entrevista en el escenario como una de las cinco finalistas, le preguntaron qué había aprendido al tener tres hermanos y respondió que había aprendido a ser rápida en el baño.
Ella representó a Misuri en el concurso Miss America 2003, donde ganó un premio preliminar de traje de noche, pero no clasificó. Para la parte de talento de la competencia en los eventos del sistema Miss America (que el sistema Miss USA no utiliza), a veces tocaba el violín y otras veces el piano. En la competencia para ser Miss America, tocó el piano.
Menos de un año después de entregar su título de Miss Misuri, como Miss Metro St. Louis USA 2003, ganó el concurso Miss Misuri USA en su tercer intento en el Black River Coliseum en Poplar Bluff, Misuri, y fue coronada por la saliente titular Tara Bollinger. Durante su reinado de seis meses como Miss Misuri USA, estuvo involucrada en organizaciones benéficas como la Telethon del Variety Club, el Winter Warm Up de los St. Louis Cardinals para caridades locales, la Fundación contra el SIDA, los Juegos Olímpicos Especiales en San Luis, Misuri, y Gilda's Club. Se unió a Barbara Webster (Miss Misuri 1983 y Miss Misuri USA 1986) y Robin Elizabeth Riley (Miss Misuri 1987 y Miss Misuri USA 1983) como clasificadas para ambos concursos de belleza televisados a nivel nacional.
Ella representó a Misuri en el concurso Miss USA 2004, transmitido a nivel nacional el 12 de abril de 2004, en el Kodak Theatre de Los Ángeles, ante los presentadores Nancy O'Dell y Billy Bush, y los jueces Jeff Gordon, Jerry Buss, John Salley, Mekhi Phifer, Rocco DiSpirito y Jill Stuart. Su pregunta final fue si la experiencia o la educación sirve mejor a una persona en la vida, a lo que respondió: «Definitivamente la experiencia, porque obtienes tu conocimiento a través de la experiencia». Compitió con la plataforma de integrar a las personas con desafíos mentales en la sociedad. En el concurso televisado a nivel nacional, se convirtió en la primera mujer de Misuri en ganar el título de Miss USA. Durante su reinado como Miss USA, se convirtió en defensora de la conciencia y la investigación sobre el cáncer de mama y ovario. También ha trabajado con los Juegos Olímpicos Especiales, la Convención Nacional de Síndrome de Down, la American Cancer Society y la Fundación Turn 2 de Derek Jeter (que ayuda a niños en riesgo a elegir estilos de vida más saludables). Residió en un lujoso apartamento en Riverside Drive en Nueva York, proporcionado por la Organización Miss Universo y el copropietario del concurso, Donald Trump.
Como Miss USA, pasó a representar a los Estados Unidos en el concurso internacional Miss Universo llevado a cabo en Quito (Ecuador) en mayo de 2004, y que culminó el 1 de junio de 2004. Se posicionó como primera finalista, detrás de la ganadora, Jennifer Hawkins de Australia. El evento fue presentado por Bush y Daisy Fuentes, y los jueces incluyeron a Petra Němcová, Emilio Estefan y Bo Derek.
Como Miss USA, representó a la Organización Miss Universo. Sus «hermanas» ganadoras de títulos de la Organización Miss Universo en 2004 fueron Jennifer Hawkins (Miss Universo, de Australia) y Shelley Hennig (Miss Teen USA, de Luisiana). Su titular contemporánea de Miss America fue Ericka Dunlap, de Florida.

### Deberes ceremoniales
Proporcionó comentarios en vivo durante el concurso Miss USA 2005 desde Baltimore, Maryland, el 11 de abril, donde fue la titular saliente. El 23 de julio de 2006, también copresentó el concurso Miss Universo 2006 en vivo desde Los Ángeles, California, como comentarista junto a Carson Kressley. Los presentadores principales fueron Carlos Ponce y Nancy O'Dell. También ha copresentado concursos posteriores de Miss Misuri USA. Nuevamente se desempeñó como comentarista en el Miss Universo 2011 en São Paulo (Brasil) junto a Jeannie Mai el 12 de septiembre de 2011.
Se unió a un panel de jueces famosos para juzgar el concurso Miss USA 2009 llevado a cabo en el Planet Hollywood Resort and Casino en Las Vegas, Nevada, el 19 de abril de 2009. Ese año, cuando Miss California USA 2009 Carrie Prejean causó una notable controversia durante su entrevista como finalista en el escenario con una respuesta en la que se opuso al matrimonio entre personas del mismo sexo, participó en un anuncio de servicio público de la organización Miss California USA que promovía la diversidad junto con otras varias titulares de concursos de belleza de la Organización Miss Universo.

## Después de los concursos de belleza
Después de finalizar su reinado como Miss USA, se convirtió en copresentadora de Lingo y PlayMania en GSN. Ella presentó Lingo desde agosto de 2005, al comienzo de la cuarta temporada del programa, hasta que el programa se suspendió en 2008. En abril de 2006, comenzó su trabajo con la serie interactiva PlayMania, que se dividió en dos programas el 23 de febrero de 2007. Se convirtió en copresentadora de quiznation, una versión revisada pero similar a la original PlayMania. Ella siguió siendo copresentadora hasta el 21 de octubre de 2007, varios días antes del final del programa. También fue reportera lateral para el torneo de blackjack de CBS, Ultimate Blackjack Tour.
También ha aparecido en varios documentales producidos por GSN. Además, ha aparecido en el programa de telerrealidad de NBC The Apprentice (episodio 3.5 del 15 de febrero de 2005), en los especiales 20 hombres más sexys y 20 mujeres más sexys del 13 de noviembre de 2004 en CMT, y como Gran Mariscal en el Macy's Thanksgiving Day Parade del 25 de noviembre de 2004. Fue nombrada una de las Diez Jóvenes Estadounidenses Sobresalientes de 2006 por los Jaycees. También apareció junto a Chris Myers como parte de la cobertura de las fiestas de fin de año 2007 para Fox. El 19 de marzo de 2007, hizo su debut en la cuarta temporada de Dancing with the Stars. Su pareja de baile profesional fue Brian Fortuna, y fue la segunda celebridad en ser eliminada del programa. El 31 de octubre y el 21 de noviembre de 2007, apareció como celebridad invitada en el programa Phenomenon de NBC. También presentó Hollywood Fast Track, un programa basado en la web sobre películas, música y tendencias en Hollywood. También es presentadora/copresentadora de varios especiales de TV Guide Network. El 2 de septiembre de 2008, apareció en el final de temporada de Wanna Bet? en ABC, donde estableció un récord por la apuesta exitosa más grande en el programa, apostando $20,000 en la primera apuesta. Al final, perdió apostando $40,000 y adivinando incorrectamente. En agosto de 2010, apareció en un episodio especial de la semana «Girls of Summer» (chicas del verano) del programa Minute to Win It de NBC, titulado «Last Beauty Standing» (la última belleza en pie). El episodio presentó a diez ganadoras de concursos de belleza compitiendo por $100,000 para sus caridades elegidas, junto con la oportunidad de ganar un desafío de $1,000,000. En el Miss USA 2011, estuvo entre las treinta y un exganadoras que fueron parte de una sesión fotográfica para la revista Time. Ella interpretó el papel de Stephie en la película Sharktopus (2010), producida por Roger Corman, que se emitió en el canal Syfy tres años antes de que la misma red causara sensación con su franquicia cinematográfica Sharknado.
En enero de 2012, se convirtió en una de las reporteras originales de ENTV News (una rama de TVLine) en un canal prémium de YouTube. En marzo de 2013, fue seleccionada como una de las treinta y seis solteras para competir en el programa de telerrealidad Ready For Love. Fue la ganadora para el soltero Ernesto Arguello, pero la relación terminó brevemente después del programa.
El 8 de agosto de 2013, fue nombrada como una de las cinco corresponsales para la revista de entretenimiento, OK!TV, que estaba programada para debutar el 9 de septiembre.

## Vida personal
Sus padres son Patrick y Linda Finnessey. Tiene tres hermanos (Shane, Damion y Paul), y los nombres de sus abuelas son Mildred Finnessey y Fern Miller.
Según el comunicado de prensa emitido en el momento de su primera aparición pública como Miss USA el 17 de abril de 2004, en la ciudad de Nueva York, toca tanto el violín como el piano. También practica yoga, meditación y realiza tejido y pintura abstracta. En 2003, salió con el empresario August Busch IV y también ha salido con el ejecutivo Italo Zanzi. Es republicana, y durante su reinado como Miss USA, asistió al Baile del Comandante en Jefe en la segunda investidura de George W. Bush. Su comunicado de prensa de Miss USA también señala que comenzó su carrera profesional de modelaje a la edad de seis años. Modeló con Ford Models en Chicago y Talent Plus en San Luis.
Según el sitio web de Miss USA en el momento de su reinado, su experiencia en modelaje incluyó comerciales de televisión, modelaje en pasarela, anuncios en periódicos y revistas, así como experiencia en tiendas de moda de alta gama. Asegura haber luchado una vez con un cerdo engrasado. A partir de 2011, sus padres todavía vivían en la casa donde creció en Florissant.
En 2013, se convirtió en concursante de Ready for Love, donde compitió por la atención de Ernesto Arguello. Ganó el corazón de Arguello en el programa, pero la relación fue de corta duración en la vida real. Más tarde ese año, posó desnuda para una campaña anti-piel de PETA que se oponía a la distribución de abrigos de piel como premios durante los concursos de belleza. El 24 de septiembre de 2014, anunció en Twitter que se comprometió con el empresario Ben Higgins. Se casaron el 11 de julio de 2015, según otro tuit autobiográfico. La pareja tiene tres hijos; Finn Arthur (nacido el 10 de junio de 2016), Bodhi James (nacido el 1 de mayo de 2018) y Charlie Bear (nacido el 5 de mayo de 2020).

### Trabajo académico
Finnessey es autora de un libro infantil galardonado. Su libro, que se publicó el 1 de agosto de 2002, se tituló Furrtails y ayuda en el esfuerzo por integrar a los niños con discapacidades intelectuales en salones de clase regulares y ayuda a los niños a apreciar la individualidad y a comprender a sus compañeros con discapacidades. Fue reconocida con el premio Authors Who Make a Difference (AWMAD) de Infinity Publishing y el premio Ryan Brems por su trabajo. También escribió un segundo libro titulado Suzanna the Banana (Suzanna la banana).

## Filmografía
| Año  | Título                      | Rol                   | Notas                    |
| ---- | --------------------------- | --------------------- | ------------------------ |
| 2010 | Sharktopus                  | Stephie               | Película para televisión |
| 2012 | Piranhaconda                | Kimmy Weston          | Película para televisión |
| 2013 | Garbage                     | Modelo de Rodeo Drive |                          |
| 2015 | Bachelorette Party Massacre | Mara                  | Preproducción            |